# Quatuor Osmose
Pour les articles homonymes, voir Osmose (homonymie).
Le Quatuor Osmose est un quatuor de saxophones français formé en 2003. 

Cet ensemble de musique de chambre est né de la rencontre de quatre musiciens étudiants dans la classe de saxophone de Claude Delangle au Conservatoire national supérieur de musique et de danse de Paris.

## Membres
- Mathilde Salvi (saxophone soprano),
- Frantz Gandubert (saxophone alto),
- Alexandre Souillart (saxophone ténor),
- Carmen Lefrançois (saxophone baryton).

## Biographie
Animés par un attachement commun à la musique d'aujourd'hui et par une même passion pour la musique de chambre, les musiciens du Quatuor Osmose entament leur parcours dans la classe de Laszlo Hadady et de Michel Moraguès. En juin 2005, un mois après leur prix de saxophone, ils obtiennent le Diplôme de Formation Supérieure de musique de chambre avec la mention très bien à l'unanimité. Désirant alors parfaire sa formation au sein du CNSMDP, lieu de vie et d'échanges artistiques multiples, le Quatuor Osmose entre à l'unanimité en cycle de perfectionnement en octobre de la même année. Parallèlement, les membres du quatuor Osmose travaillent avec leurs aînés, le Quatuor Diastema, le Quatuor Habanera et le Aurélia Saxophon Quartet, ainsi qu'avec Jens Me Manama et Arno Bornkamp.
Lauréat du Concours « Avant-Scènes » (décembre 2006), du Concours international de l'UFAM en janvier 2005 (1er prix d'honneur avec les félicitations du jury), le Quatuor Osmose se produit lors de concerts et festivals notamment, en France, au Théâtre du Châtelet, à la Cité de la Musique à Paris, au festival de la Semaine du Son, aux Premiers Gestes 2006 de Val D'Albret, aux 10e rencontres musicales de Mittelbergheim, à Reims, Metz, Nancy et à l'étranger, à Amsterdam, à Shanghai et à Xi'an (Chine), au Oundle International Festival (Royaume-Uni).
Le projet artistique du quatuor Osmose s'articule autour d'une volonté d'augmenter et de diversifier le répertoire du quatuor de saxophones. Il collabore régulièrement avec différents compositeurs qui emploient le quatuor dans sa forme traditionnelle mais aussi avec d'autres instruments ou l'électroacoustique. Il tient à diffuser le répertoire contemporain, en concerts ou auprès de jeunes publics lors d'interventions pédagogiques.
La transcription est également un outil majeur du Quatuor Osmose pour faire entendre les possibilités formidables du quatuor de saxophones et dans un souci constant d'ouverture, il effectue également des rencontres et des échanges avec des artistes étrangers de différents domaines, improvisation générative, jazz…